# 1089 Tama
För andra betydelser, se Tama.
1089 Tama eller 1927 WB är en asteroid i huvudbältet som upptäcktes 17 november 1927 av den japanska astronomen Okuro Oikawa i Tokyo. Den har fått sitt namn efter den japanska floden Tama.
Asteroiden har en diameter på ungefär 13 kilometer och den tillhör asteroidgruppen Flora.

## Måne
I början av 2004 upptäcktes att asteroiden har en måne, den fick till början namnet S/2003 (1089) 1.